# Эрнандес, Карлос (футболист)
Карлос Херардо Эрнандес Вальверде (исп. Carlos Gerardo Hernández Valverde; род. 9 апреля 1982, Сан-Хосе) — коста-риканский футболист, полузащитник.

## Клубная карьера
Воспитанник футбольного клуба «Алахуэленсе». В 19 лет Эрнандес сумел попасть в основную команду. За клуб он играл в течение долгого времени. В 2007 году Эрнандес на правах аренды перебрался в австралийский «Мельбурн Виктори». После двух лет пребывания в команде с полузащитником был заключён полноценный контракт. В сезоне 2009/10 полузащитник был признан лучшим игроком своего клуба в сезоне.
В сезоне 2012/13 Карлос Эрнандес выступал чемпионате Индии за «Прайаг Юнайтед». Но вскоре костариканец вернулся в австралийскую А-лигу. Он пополнил состав новозеландского «Велингтона Феникса». В команде он выступал вместе со своим соотечественником Кенни Каннингемом.
За все время выступлений на Зелёном континенте костариканец по итогам сезона 4 раза попадал в символическую сборную А-Лиги.
В 2014 году вернулся на родину в Коста-Рику. Там он заключил контракт с клубом «Картахинес».

## Международная карьера
За сборную Коста-Рики Карлос Эрнандес выступал на Олимпийских играх 2004 года в Греции и на Кубок Америки 2004 года в Перу.
В 2006 году полузащитник в составе национальной команды участвовал на Чемпионате мира в Германии.

## Достижения
- Обладатель Кубка чемпионов КОНКАКАФ (1): 2004
- Обладатель Клубного кубка UNCAF (2): 2002, 2005
- Чемпион Коста-Рики (4): 2000/01, 2001/02, 2002/03, 2004/05
- Чемпион А-Лиги (1): 2008/09
- Победитель регулярного чемпионата А-Лиги (1): 2008/09